# 2025년 헤이그 NATO 정상회의
2025년 헤이그 NATO 정상회의(2025 The Hague NATO summit)는 북대서양 조약 기구 (NATO) 32개 회원국 및 협력국, 유럽 연합의 국가 원수 및 정부 수반의 회의이다. 이 회의는 2025년 6월 24일부터 25일까지 네덜란드 헤이그에서 개최되었다.
네덜란드에서 개최된 최초의 NATO 정상회의로, 새로운 북대서양 조약 기구 사무총장이자 전 네덜란드의 총리였으며 헤이그 출신인 마르크 뤼터의 첫 번째 정상회의였다. 이번 정상회의는 회원국들이 국방비 지출을 국내총생산의 5%까지 늘리겠다는 공약에 초점을 맞추었다.
오스트레일리아와 대한민국도 초청되었으나, 비-대서양 파트너 국가 중에서는 뉴질랜드 총리와 일본 고위급 대표단만이 참석했다. 정상회의 기간 동안 양자 회담이 열렸는데, 여기에는 도널드 트럼프 미국 대통령과 볼로디미르 젤렌스키 우크라이나 대통령, 그리고 레제프 타이이프 에르도안 튀르키예 대통령 간의 회담이 포함되었다.

## 배경
네덜란드가 2025년 정상회의를 개최하기로 결정된 것은 2023년 빌뉴스 NATO 정상회의에서였다. 이는 네덜란드에서 NATO 정상회의가 처음으로 개최되는 사례가 될 것이다. 정확한 날짜와 장소인 헤이그의 월드 포럼은 2024년 5월 옌스 스톨텐베르그 전 NATO 사무총장이 발표했다. 헤이그 월드 포럼에서 열린 마지막 주요 외교 회의는 2014년 핵안보정상회의였으며, 헤이그는 로테르담, 아펠도른, 마스트리흐트를 제치고 선정되었다.
빌럼알렉산더르 네덜란드 국왕은 6월 23일 정상회의 개최지를 방문하여 준비 상황을 점검했다. 정상회의 기간 동안 네덜란드 왕실이 도널드 트럼프 미국 대통령을 동맹에 계속 참여시키는 데 중요한 역할을 한 것으로 드러났다.
다가오는 정상회의를 준비하면서 여러 국가들은 대표단이 논의할 내용에 대해 이미 보고했다. 알자지라에 따르면 영국, 프랑스, 독일 및 노르딕 국가들은 미국이 NATO에서 탈퇴할 경우 자금 삭감을 관리하기 위한 다년간의 계획을 수립하기를 희망한다. 이 계획에 따라 유럽 국가들은 조직에 더 많은 자금을 기여할 것인데, 이는 2025년 현재 미국이 NATO 국방 예산의 65%를 기여하기 때문이다. 또한 NATO는 유럽과 캐나다에 "무기와 장비 비축량을 30% 늘릴 것"을 요구하는 계획을 제안할 것이다. 이는 NATO 기여에 대한 미국의 지속적인 역할에 대한 현재 불확실성 속에서 이루어질 것이다. 이 다년간 계획은 결국 정상회의에서 논의되거나 다뤄지지 않았다.
미국은 2024년 도널드 트럼프 당선 이후 각 회원국이 GDP의 최소 5%를 국방 예산에 기여하도록 주장해 왔다. 이에 폴란드는 정상회의에 앞서 국방비 지출을 GDP의 4.7%로 늘리겠다고 발표했다. 마찬가지로, 정상회의 전 2025년 6월 13일 현재, 네덜란드 임시 내각은 국방 예산을 국내총생산의 3.5%로 늘리고, 추가로 1.5%를 국방 관련 분야에 할당하여 5% 목표를 달성하기로 결정했다.
발트 3국 국방장관들도 NATO 기여 증액의 필요성을 강조했다. 에스토니아 국방장관 하노 페프쿠르는 "발트 3국은 이미 지출을 늘렸으며, 이제 우리 [NATO]는 모든 동맹국들 사이에서 이러한 이해를 더욱 명확히 하기 위해 협력해야 합니다"라고 말했다.

## 정상회의

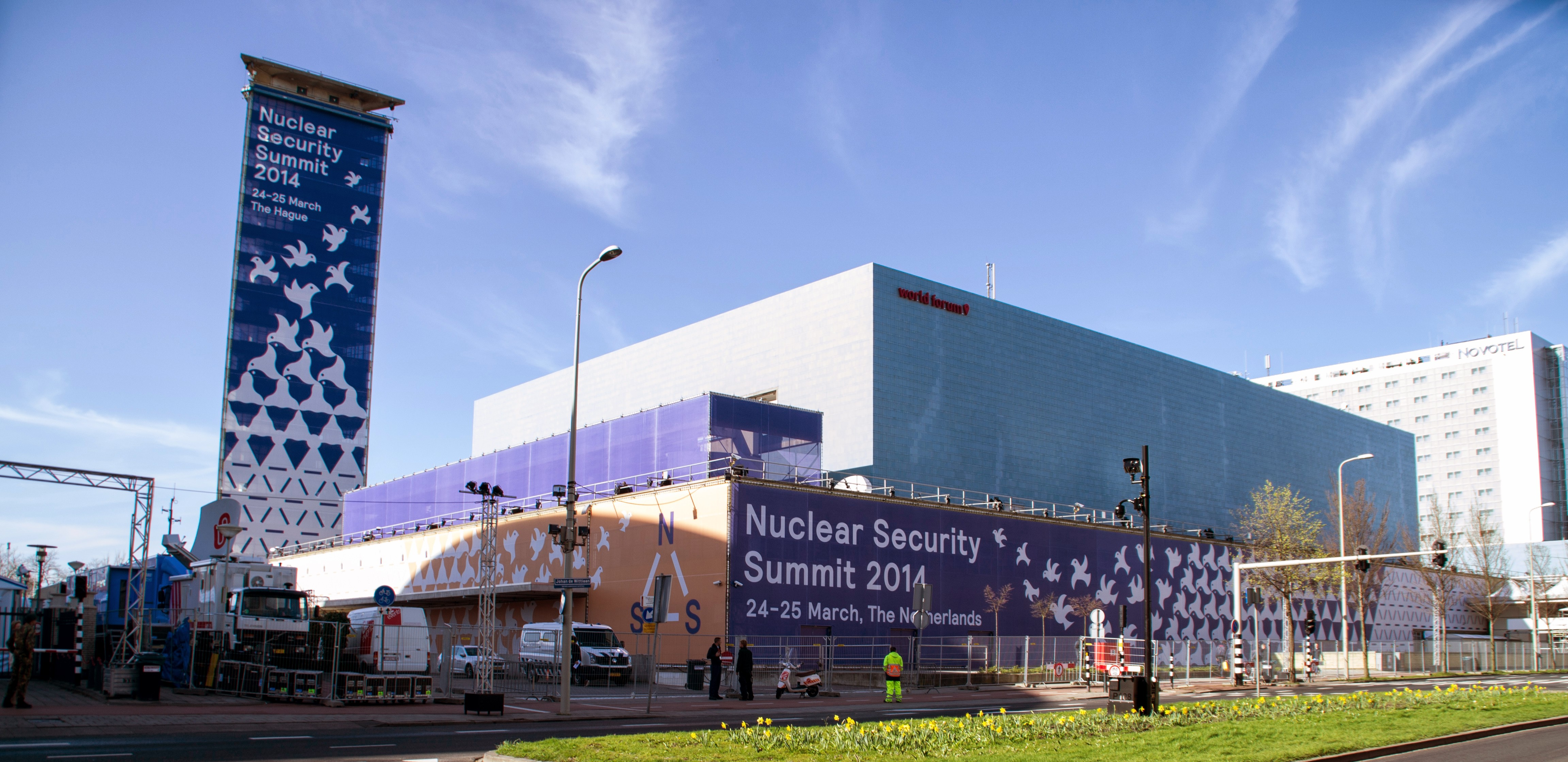
2014년 핵안보정상회의 기간 중 헤이그 월드 포럼

2025년 헤이그 NATO 정상회의는 성공적으로 마무리되었으며, 주로 NATO 회원국의 연간 국방비 지출을 새로운 5% 목표까지 늘리는 데 초점을 맞추었다. 북대서양 조약 기구 사무총장으로서 마르크 뤼터의 첫 연설에서 그는 동맹이 "전시 정신으로 전환하고 국방 생산 및 국방비를 급증시켜야 한다"고 촉구했다. 새로운 5% 지출 목표는 두 부분으로 나뉘었다: 3.5%는 급여, 무기, 탄약과 같은 직접적인 군사 비용에 할당되어야 하며, 나머지 1.5%는 국방 관련 활동에 사용될 수 있지만, 이 범주에 무엇이 해당하는지는 정상회의 기간 동안 정의되지 않았다. 러시아는 다시금 동맹에 대한 장기적인 위협으로 식별되었으며, 모든 회원국은 하나에 대한 공격은 모두에 대한 공격이라는 원칙인 제5조에 대한 약속을 재확인했다. 정상회의는 또한 러시아와의 전쟁에서 우크라이나에 대한 지속적인 지원을 확인했다.
레제프 타이이프 에르도안 튀르키예 대통령은 가자 전쟁의 휴전을 촉구하고 "도널드 트럼프 미국 대통령의 노력으로 달성된" 이란-이스라엘 전쟁의 휴전을 환영했다. 마르크 뤼터 NATO 사무총장은 미국의 이란 핵 시설 공습에 대한 지지를 표명했다.

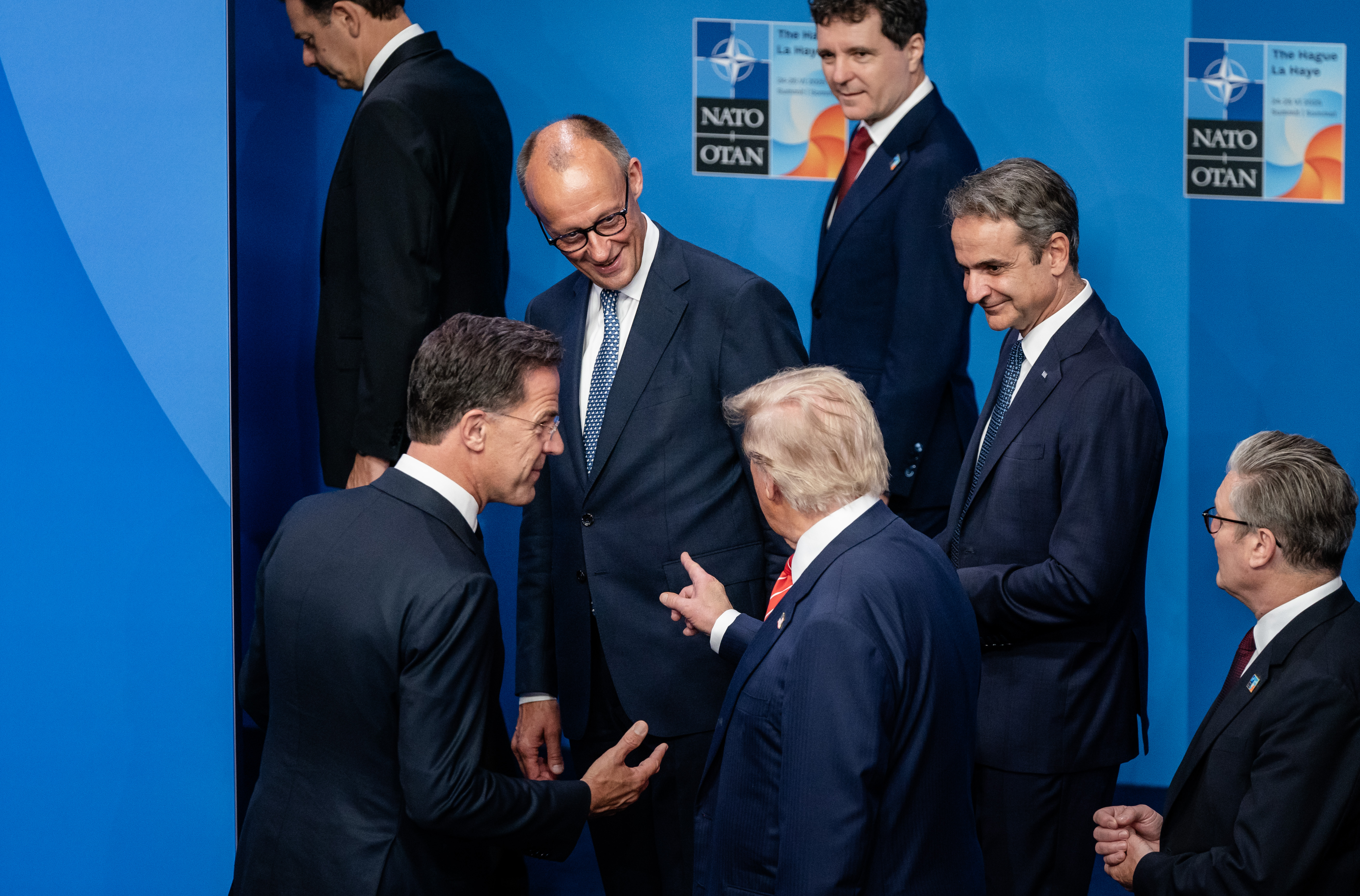
도널드 트럼프 미국 대통령과 프리드리히 메르츠 독일 총리

정상회의는 순조롭게 진행되었으며, 도널드 트럼프 미국 대통령은 만족감을 표하며 기분 좋게 회의에 임했다. 이는 그의 오랜 요구였던 유럽의 국방비 기여 증액을 달성했기 때문이었다. 스페인은 초기에는 5% 목표가 과도하다고 반대했지만, 뤼터 NATO 사무총장과의 논의 끝에 결국 동의했다. 5%를 두 가지 범주로 나눈 것은 뤼터가 더 넓은 지지를 얻기 위해 제안한 전략이었다. 트럼프는 나중에 이 결과를 칭찬하며 많은 사람들이 불가능하다고 생각했던 것을 달성했다고 주장했다. 트럼프의 제5조에 대한 약속에 대한 이전의 모호함에도 불구하고, 최종 선언문은 NATO의 집단 방위 보장을 확고히 재확인했다.
32개 회원국 모두가 최종 합의문에 서명함으로써, NATO 사무총장 마르크 뤼터에게는 큰 외교적 승리였으며 동맹의 강화된 힘을 보여주었다. 언론에서 가장 많이 논의된 주제 중 하나는 도널드 트럼프를 향한 개인 외교였다. 많은 국제 관찰자들은 뤼터의 지나치게 공손한 태도를 비판했지만, 벤 보트 전 네덜란드 외무장관은 뤼터의 실용적이고 신중하게 계획된 접근 방식이 트럼프를 NATO에 계속 헌신하게 하고 우크라이나에 대한 지원을 늘리는 데 효과적이었다고 주장했다. 뤼터가 5% 국방비 지출 제안을 모든 회원국에게 정치적으로 수용 가능한 방식으로 제시한 능력은 그의 전형적인 합의 형성 스타일을 반영한다.
정상회의의 결과는 최종 선언문('헤이그 정상회의 선언')에 명시되었다. 정상회의의 일정은 다음과 같다.

### 6월 23일 월요일
- 마르크 뤼터 NATO 사무총장이 딕 스호프 네덜란드 총리와 회담[17]
- 사무총장의 정상회의 전 기자회견[18][19]

### 6월 24일 화요일

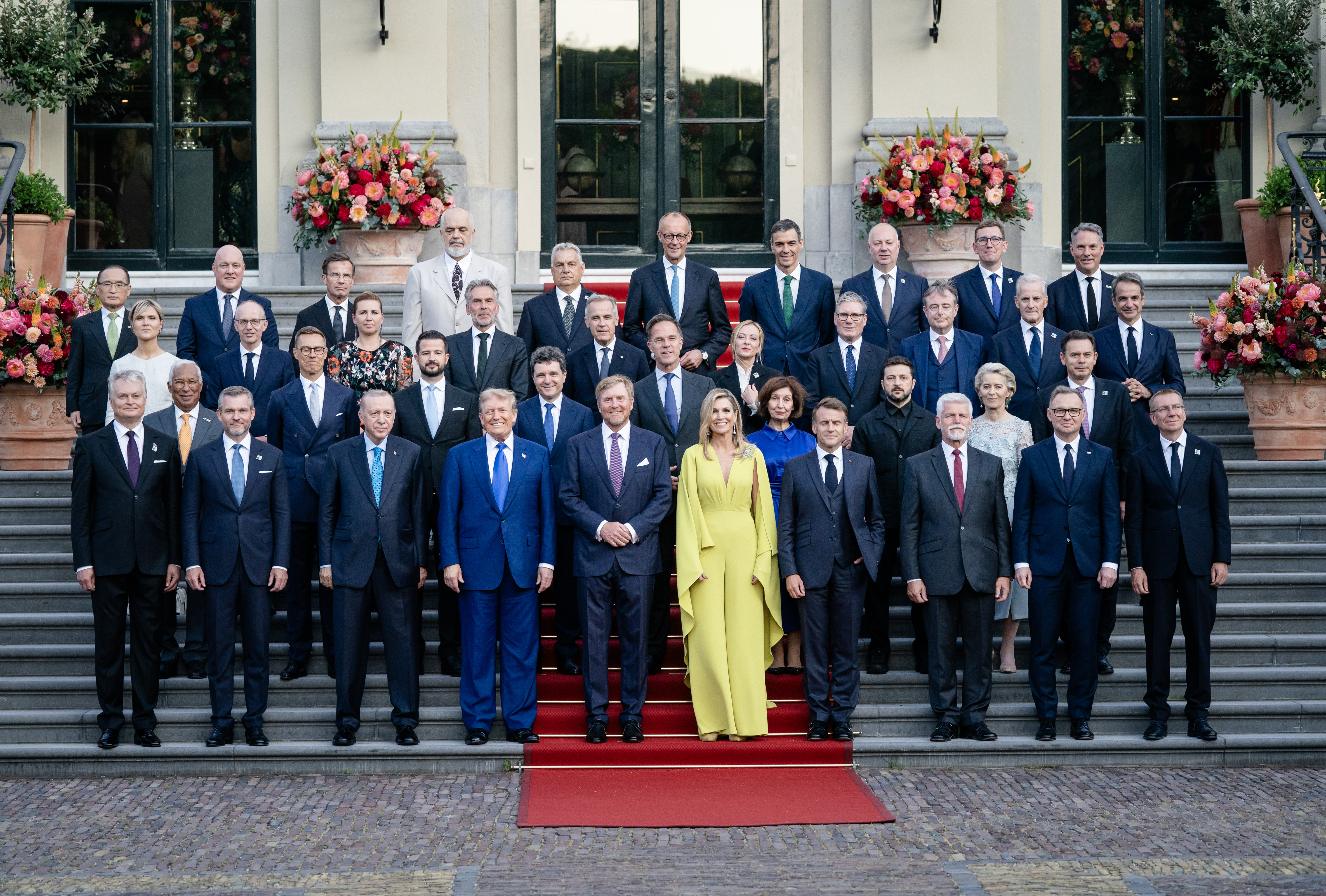
하우스텐보스궁에서 열린 정상회의 만찬에 참석한 귀빈들의 공식 사진

- 마르크 뤼터 사무총장의 NATO 공공 포럼 연설[20][21][22]
- NATO 사무총장이 에디 라마 알바니아 총리와 회담[23]
- NATO 정상회의 방위 산업 포럼 서명식[24]
- 사무총장과 볼로디미르 젤렌스키 우크라이나 대통령의 간략한 발언[25][26][27]
- NATO 정상회의 방위 산업 포럼 본회의[28][29][30]
- 사무총장, 유럽 연합 및 우크라이나 간 회담[31][32][33]
- 사무총장과 크리스토퍼 럭슨 뉴질랜드 총리의 간략한 발언[34][35][36]
- 사무총장과 이와야 다케시 일본 외무대신의 간략한 발언[37][38][39]
- 하우스텐보스궁에 국가 원수 및 정부 수반과 그 배우자 도착[40]
  - 참조: #도널드 트럼프를 향한 개인 외교
- 북대서양이사회 국방장관 세션 실무 만찬[41]
- NATO-우크라이나 이사회 외무장관 세션 실무 만찬[42]

### 6월 25일 수요일
- 마르크 뤼터 NATO 사무총장 환영사 – 개회 발언[43][44][45]
- 마르크 뤼터 사무총장과 도널드 트럼프 미국 대통령의 간략한 발언[46][47]
- 환영식 및 공식 사진 촬영[48]
- 북대서양이사회 국가 원수 및 정부 수반 회의;[49] 최종 선언문('헤이그 정상회의 선언') 발표.[50]
- 사무총장 기자회견[51][52][53]
- 사무총장과 인도-태평양 파트너 국가(뉴질랜드, 오스트레일리아, 일본, 대한민국) 간 회담; NATO-인도-태평양 성명 발표[54][55][56]
- 사무총장, 볼로디미르 젤렌스키 우크라이나 대통령 및 E5 국가(프랑스, 독일, 이탈리아, 폴란드, 영국) 정상 회담[57][58][59]

## 최종 선언문
정상회의는 최종 선언문 – 공식적으로 '헤이그 정상회의 선언' – 과 함께 마무리되었으며, 다음 내용을 포함한다.
1. 회원국들은 제5조에 대한 '확고한 약속'을 재확인한다.[60]
2. 모든 회원국은 러시아와 테러리즘을 동맹에 대한 장기적인 위협으로 언급하며, 새로운 5% 국방비 지출 목표에 합의한다.[61]
3. 새로운 5% 약속은 '핵심 국방'에 3.5%, 국방 관련 비용에 1.5%로 나뉘며, 동맹의 안보에 기여하는 우크라이나 지원도 여기에 포함된다. 2029년에 진행 상황을 점검할 예정이다.[62]
4. 회원국들은 대서양 횡단 국방 산업 협력을 신속하게 확대하고 신흥 기술과 혁신 정신을 활용하여 집단 안보를 증진하기 위해 노력할 것이다. 동맹국 간의 무역장벽을 제거하고 파트너십을 활용하여 국방 산업 협력을 촉진할 것이다.
5. 네덜란드 왕국의 후한 환대에 감사를 표한다. 다음 회의는 2026년 튀르키예에서, 그 다음은 알바니아에서 개최될 예정이다.[63]

헤이그 정상회의 선언의 전문은 다음과 같다.

1. 우리, 북대서양 동맹의 국가 원수 및 정부 수반은 역사상 가장 강력한 동맹인 NATO와 대서양 횡단 유대에 대한 우리의 약속을 재확인하기 위해 헤이그에 모였다. 우리는 워싱턴 조약 제5조에 명시된 집단 방위에 대한 확고한 약속, 즉 하나에 대한 공격은 모두에 대한 공격임을 재확인한다. 우리는 10억 명의 시민을 보호하고, 동맹을 방어하며, 우리의 자유와 민주주의를 수호하기 위한 결의를 단결하고 확고히 유지한다.
2. 특히 유로-대서양 안보에 대한 러시아의 장기적인 위협과 테러리즘의 지속적인 위협 등 심각한 안보 위협과 도전에 직면하여 단결된 동맹국들은 워싱턴 조약 제3조에 따라 개별적 및 집단적 의무를 보장하기 위해 2035년까지 매년 GDP의 5%를 핵심 국방 요구 사항 및 국방 및 안보 관련 지출에 투자할 것을 약속한다. 우리의 투자는 억제 및 방위, 위기 예방 및 관리, 협력적 안보라는 세 가지 핵심 임무에 따라 억제하고 방어하는 데 필요한 군사력, 역량, 자원, 기반 시설, 전쟁 준비 태세 및 회복력을 보장할 것이다.
3. 동맹국들은 이 5% 약속이 두 가지 필수적인 국방 투자 범주로 구성될 것에 동의한다. 동맹국들은 핵심 국방 요구 사항을 충족하고 NATO 역량 목표를 달성하기 위해 합의된 NATO 국방 지출 정의에 따라 2035년까지 매년 GDP의 최소 3.5%를 할당할 것이다. 동맹국들은 이 목표를 달성하기 위한 신뢰할 수 있고 점진적인 계획을 연례적으로 제출할 것에 동의한다. 그리고 동맹국들은 우리의 중요 기반 시설을 보호하고, 우리의 네트워크를 방어하며, 우리의 시민 준비 태세 및 회복력을 보장하고, 혁신을 촉진하며, 우리의 국방 산업 기반을 강화하는 등 연간 GDP의 최대 1.5%를 지출할 것이다. 이 계획에 따른 지출의 궤적과 균형은 전략적 환경 및 업데이트된 역량 목표를 고려하여 2029년에 검토될 것이다. 동맹국들은 안보에 기여하는 우크라이나에 대한 지원을 제공하겠다는 지속적인 주권적 약속을 재확인하며, 이를 위해 동맹국들의 국방비 지출을 계산할 때 우크라이나의 국방 및 국방 산업에 대한 직접적인 기여를 포함할 것이다.
4. 우리는 대서양 횡단 국방 산업 협력을 신속하게 확대하고 신흥 기술과 혁신 정신을 활용하여 집단 안보를 증진하겠다는 공동의 약속을 재확인한다. 우리는 동맹국 간의 무역장벽을 제거하고 파트너십을 활용하여 국방 산업 협력을 촉진할 것이다.
5. 네덜란드 왕국이 우리에게 베풀어 준 후한 환대에 감사를 표한다. 우리는 2026년 튀르키예에서 열릴 다음 회의와 그 다음 알바니아에서 열릴 회의를 기대한다.

## 보안 조치
이번 행사는 네덜란드 역사상 가장 큰 보안 작전으로 묘사되는 대규모 물류 작업이었다. 국가 원수 45명, 대표단 6,000명, 언론인 2,000명을 포함하여 약 9,000명의 참석자가 헤이그에 모였다.
네덜란드 국방부는 대규모 경찰, 군 병력 및 특수 부대 배치를 포함하는 오렌지 실드 작전을 시작했다. 작전의 일부로 해상 위협을 방지하기 위해 해안 지역 근처에서 강화된 해상 순찰도 실시되었다. 공중 감시에는 공군기(F-35), 공격 헬리콥터 및 드론이 공역 감시를 위해 배치되었다.
헤이그는 예상되는 시위 속에서 참석자들을 보호하기 위해 드론 감시, 도로 봉쇄 및 강화된 경찰 활동을 포함한 강력한 조치를 시행했다. 헤이그의 일부 지역, 특히 월드 포럼(주요 정상회의 장소) 주변은 도로 봉쇄와 접근 제한으로 폐쇄되었다.
네덜란드 국립 경찰은 역사상 가장 큰 규모의 보안 작전이 될 이 행사에 27,000명의 인력 – 전체 인력의 거의 절반 –을 배치할 계획을 발표했다. 자원은 헤이그, 암스테르담 스히폴 공항, 그리고 연결 도로 주변에 집중될 것이다.

## 지역 행사 영향
월드 포럼이 위치한 요한 드 위틀란(Johan de Wittlaan)은 4개월 동안 폐쇄될 예정이었다. 수용 능력 문제로 인해 거리에는 임시 구조물이 세워졌으며, 이를 위해 나무와 신호등이 제거되었다. 월드 포럼의 외부는 다시 도색되었고, 주 강당의 좌석과 조명은 교체되었다.
한커 브라윈스 슬롯 외교부 장관은 이 행사에 8,500명의 참가자 중 6,000명의 대표단이 참석할 것으로 예상하며, 비용은 9,500만 유로가 소요될 것으로 추정했다. 대부분의 금액은 중앙 정부가 부담하며, 헤이그 시에서 125만 유로를 지불할 예정이었다.
경찰은 2025년 상반기 동안 네덜란드 내에서 다른 행사를 조직하는 것을 자제하도록 권고했으며, 그 결과 베넨달-베넨달 자전거 경주가 취소되었다. 그러나 암스텔 골드 레이스 (네덜란드 최대 로드 사이클링 경주)는 경찰과 왕립 네덜란드 사이클링 연합 간의 협상 끝에 개최될 예정이다. 정상회의로 인해 취소된 다른 행사로는 재향군인의 날 퍼레이드가 있다.
수백 명의 사람들이 헤이그에서 군사비 지출 증가, 가자 지구의 이스라엘 전쟁, 그리고 트럼프의 이란 핵 시설 공습 이후의 이스라엘-이란 분쟁에 반대하는 시위를 벌였다.

## 참가국

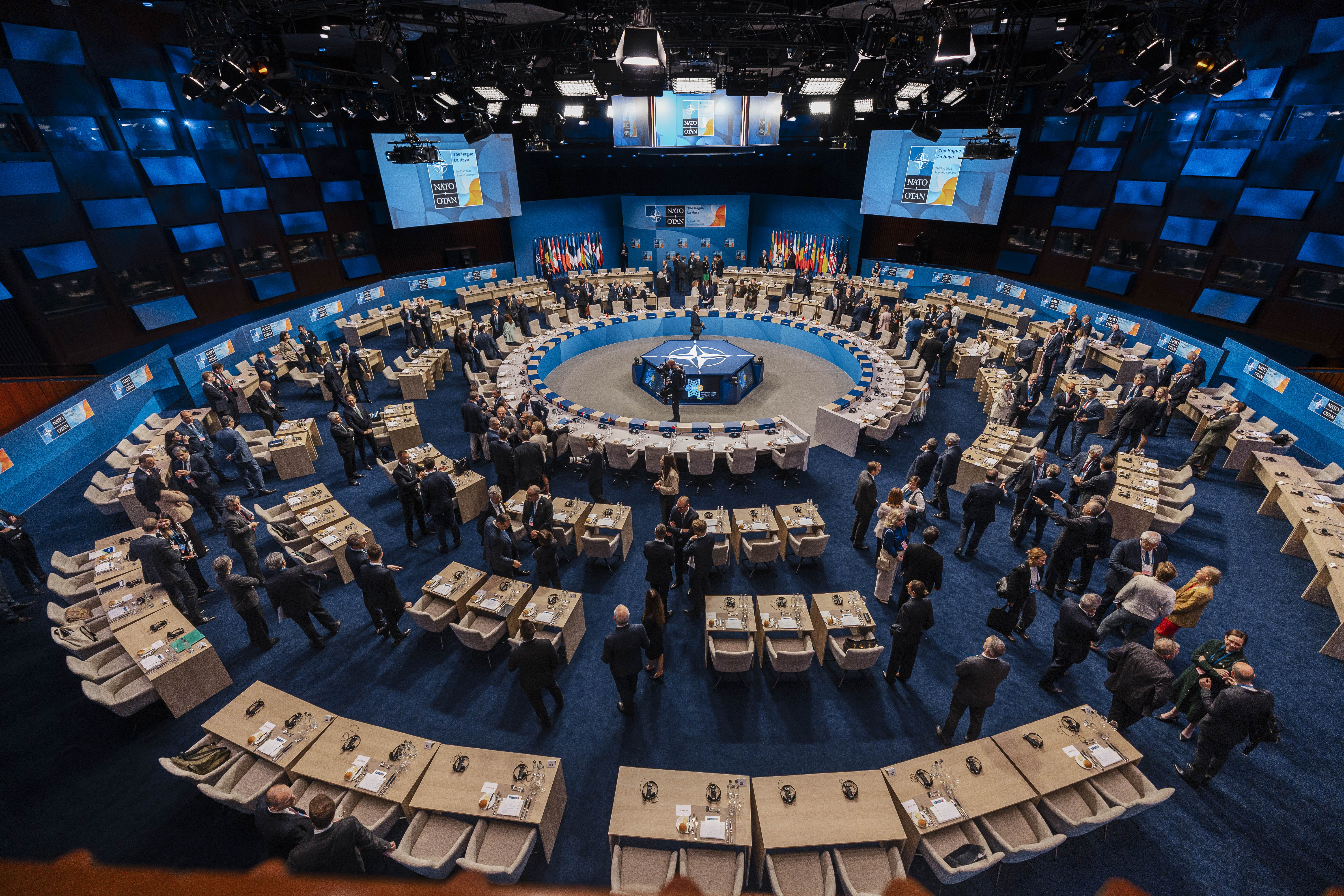
헤이그 월드 포럼 시설에서 열린 정상 회담

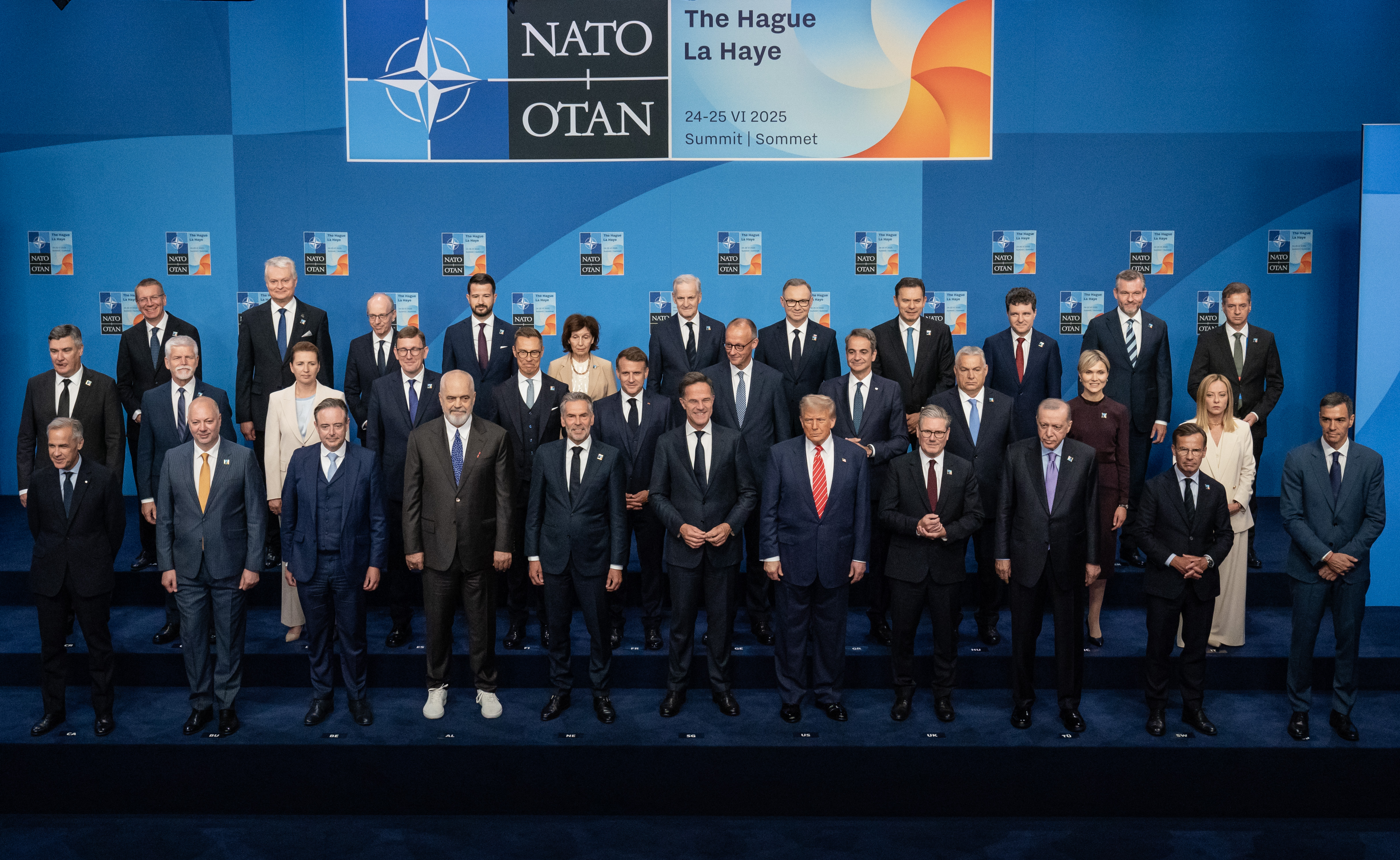
2025년 헤이그 정상회의 가족 사진

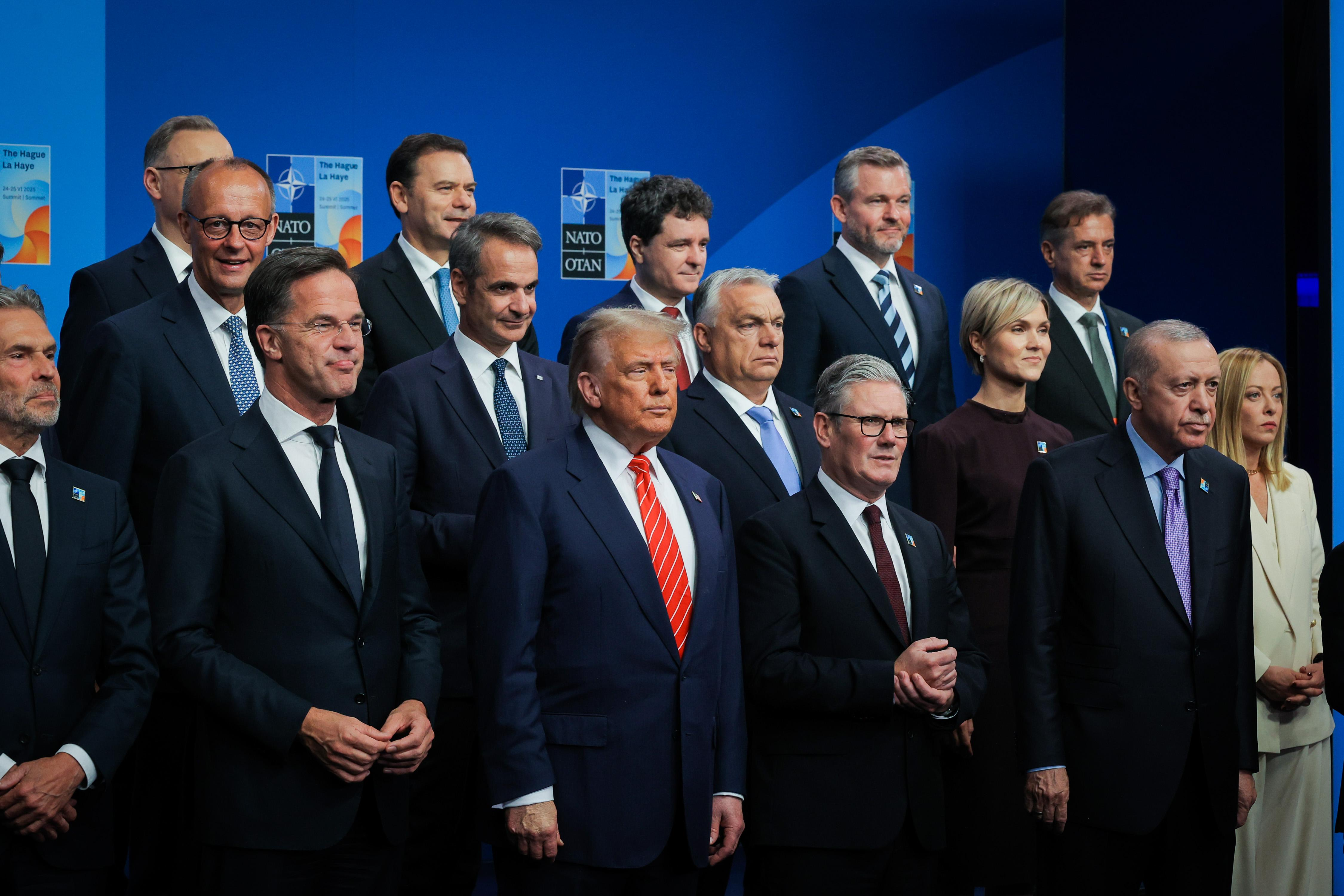
정상회의 지도자들의 가족 사진

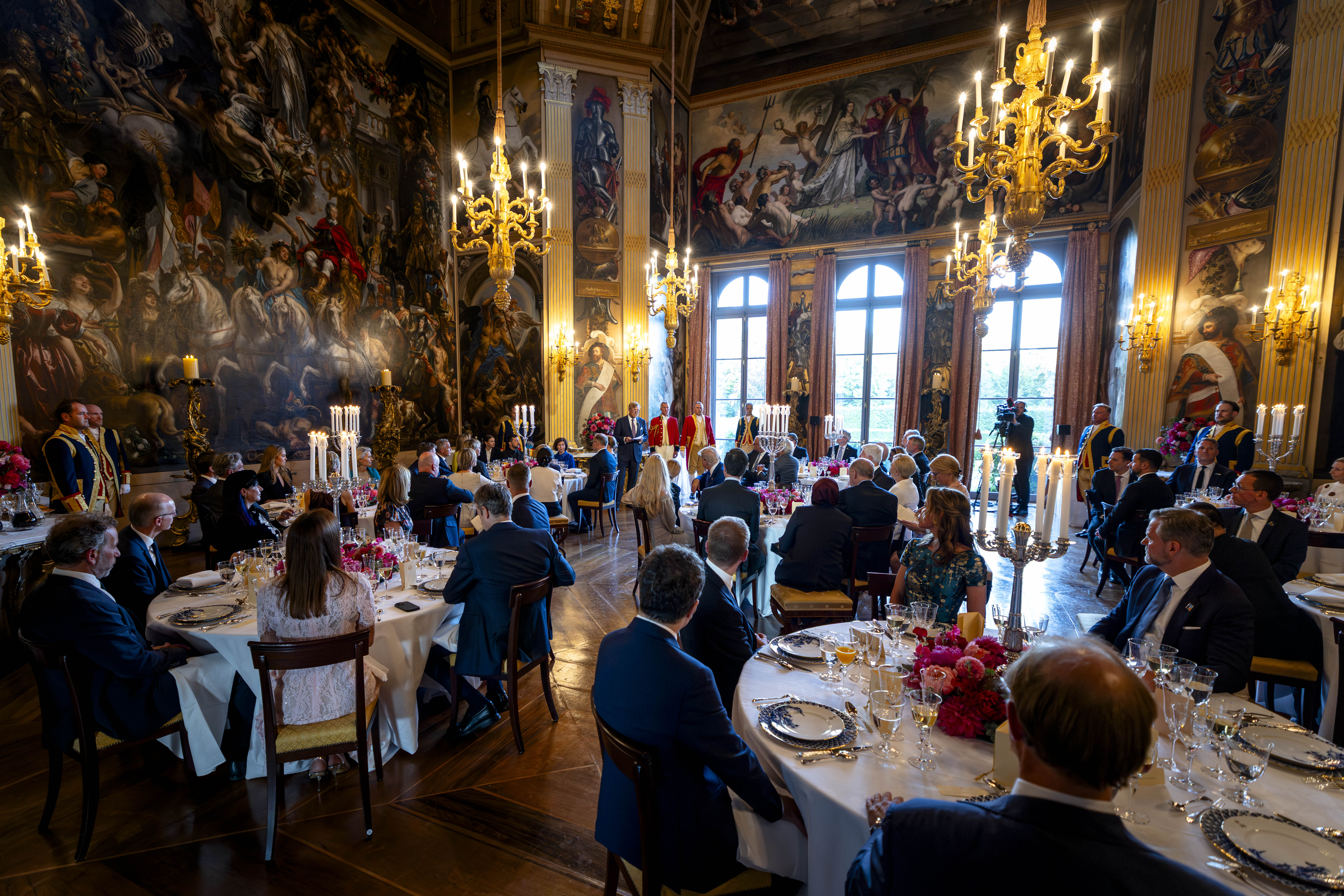
NATO 정상회의 2025, 만찬

| 국가 또는 기관    | 대표단장                        | 직함     | Ref.   |
| ----------------- | ------------------------------- | -------- | ------ |
| NATO              | 마르크 뤼터                     | 사무총장 |        |
| 알바니아          | 에디 라마                       | 총리     |        |
| 벨기에            | 바르트 더 베버르                | 총리     |        |
| 불가리아          | 로센 젤랴즈코프                 | 총리     |        |
| 캐나다            | 마크 카니                       | 총리     | [ 82 ] |
| 크로아티아        | 조란 밀라노비치                 | 대통령   |        |
| 체코              | 페트르 파벨                     | 대통령   |        |
| 덴마크            | 메테 프레데릭센                 | 총리     |        |
| 에스토니아        | 크리스텐 미할                   | 총리     |        |
| 핀란드            | 알렉산데르 스투브               | 대통령   |        |
| 프랑스            | 에마뉘엘 마크롱                 | 대통령   |        |
| 독일              | 프리드리히 메르츠               | 총리     |        |
| 그리스            | 키리아코스 미초타키스           | 총리     |        |
| 헝가리            | 오르반 빅토르                   | 총리     |        |
| 아이슬란드        | 크리스트룬 프로스타도티르       | 총리     |        |
| 이탈리아          | 조르자 멜로니                   | 총리     |        |
| 라트비아          | 에드가르스 린케비치             | 대통령   |        |
| 리투아니아        | 기타나스 나우세다               | 대통령   |        |
| 룩셈부르크        | 뤼크 프리덴                     | 총리     |        |
| 몬테네그로        | 야코브 밀라토비치               | 대통령   |        |
| 네덜란드 (주최국) | 딕 스호프                       | 총리     |        |
| 북마케도니아      | 고르다나 실리아노프스카다프코바 | 대통령   |        |
| 노르웨이          | 요나스 가르 스퇴레              | 총리     |        |
| 폴란드            | 안제이 두다                     | 대통령   |        |
| 포르투갈          | 루이스 몬테네그루               | 총리     |        |
| 루마니아          | 니쿠쇼르 단                     | 대통령   |        |
| 슬로바키아        | 페테르 펠레그리니               | 대통령   |        |
| 슬로베니아        | 로베르트 골로프                 | 총리     |        |
| 스페인            | 페드로 산체스                   | 총리     |        |
| 스웨덴            | 울프 크리스테르손               | 총리     | [ 83 ] |
| 튀르키예          | 레제프 타이이프 에르도안        | 대통령   |        |
| 영국              | 키어 스타머                     | 총리     | [ 84 ] |
| 미국              | 도널드 트럼프                   | 대통령   | [ 85 ] |

### 초청 비 NATO 회원국
| 국가 또는 기관 | 초청 대상             | 직함               | 참석 여부 | Ref.          |
| -------------- | --------------------- | ------------------ | --------- | ------------- |
| 오스트레일리아 | 앤서니 앨버니지       | 총리               | 불참      | [ 86 ]        |
| 유럽 연합      | 안토니우 코스타       | 유럽 이사회 의장   | 확정      | [ 87 ]        |
| 유럽 연합      | 우르줄라 폰데어라이엔 | 유럽 위원회 위원장 | 확정      | [ 87 ]        |
| 일본           | 이시바 시게루         | 총리               | 불참      | [ 88 ]        |
| 뉴질랜드       | 크리스토퍼 럭슨       | 총리               | 확정      | [ 89 ]        |
| 대한민국       | 이재명                | 대통령             | 불참      | [ 90 ]        |
| 우크라이나     | 볼로디미르 젤렌스키   | 대통령             | 확정      | [ 87 ] [ 91 ] |

## 영국
키어 스타머는 NATO 목표를 달성하기 위해 2035년까지 영국 전체 국방 및 안보 지출을 경제 생산량의 5%로 늘리겠다고 약속했다. 키어 스타머는 동결된 러시아 자산의 이자로 7천만 파운드를 처음으로 지원받아, 영국이 우크라이나에 AIM-132 아스람 미사일 350발을 보낼 것이라고 발표했다. 이 미사일은 지상 발사형으로 개조되어 영국이 공급하는 레이븐 시스템을 통해 신속하게 전달될 예정이다. 또한 그는 영국이 미국 핵폭탄을 탑재할 수 있는 F-35A 제트기 12대를 구매하기로 결정했다고 발표했다. 이는 영국의 핵 능력을 공중 발사 시스템을 포함하도록 확장하는 것이다.

## 도널드 트럼프를 향한 개인 외교

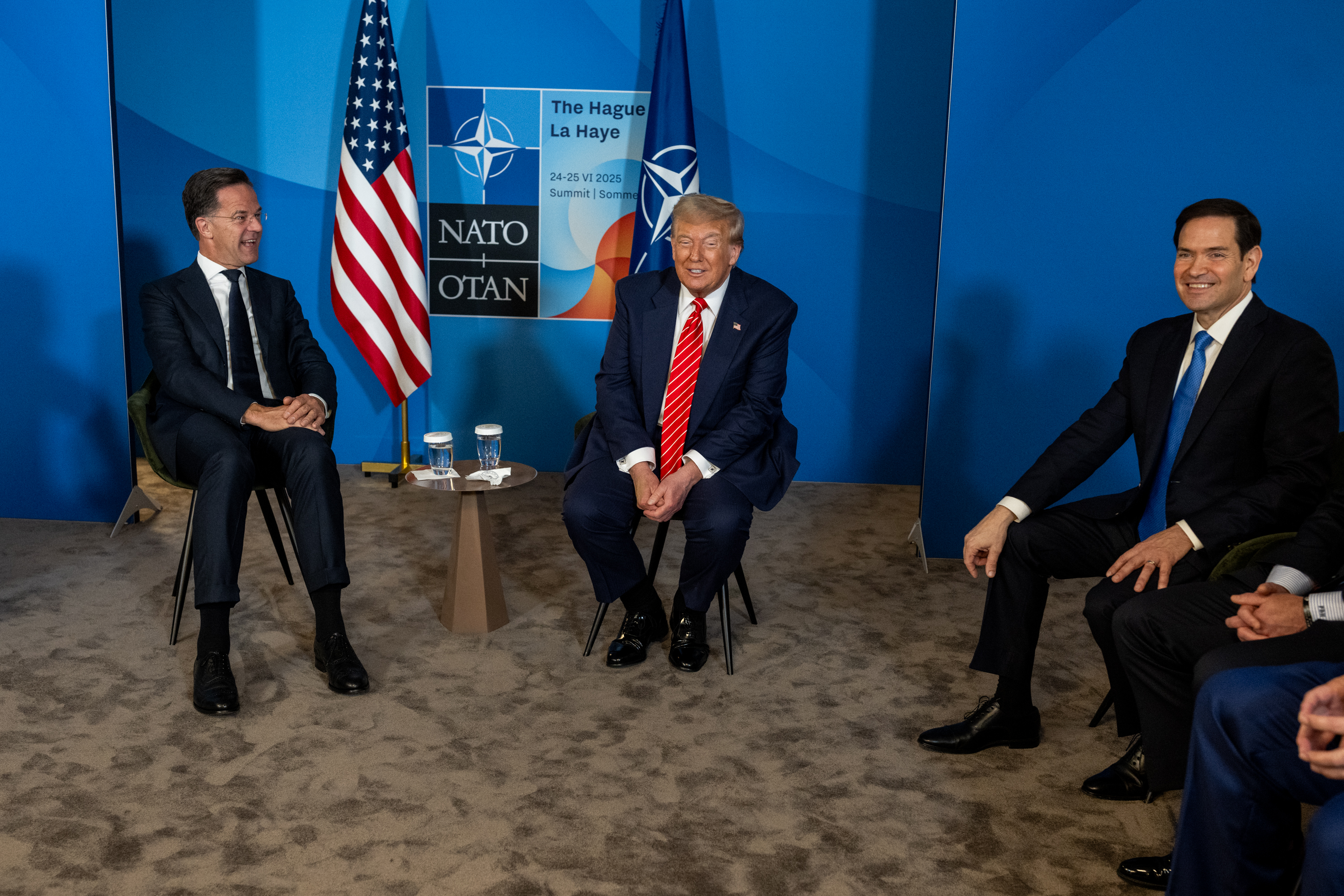
도널드 트럼프 대통령과 마르크 뤼터 NATO 사무총장, 마코 루비오 국무장관

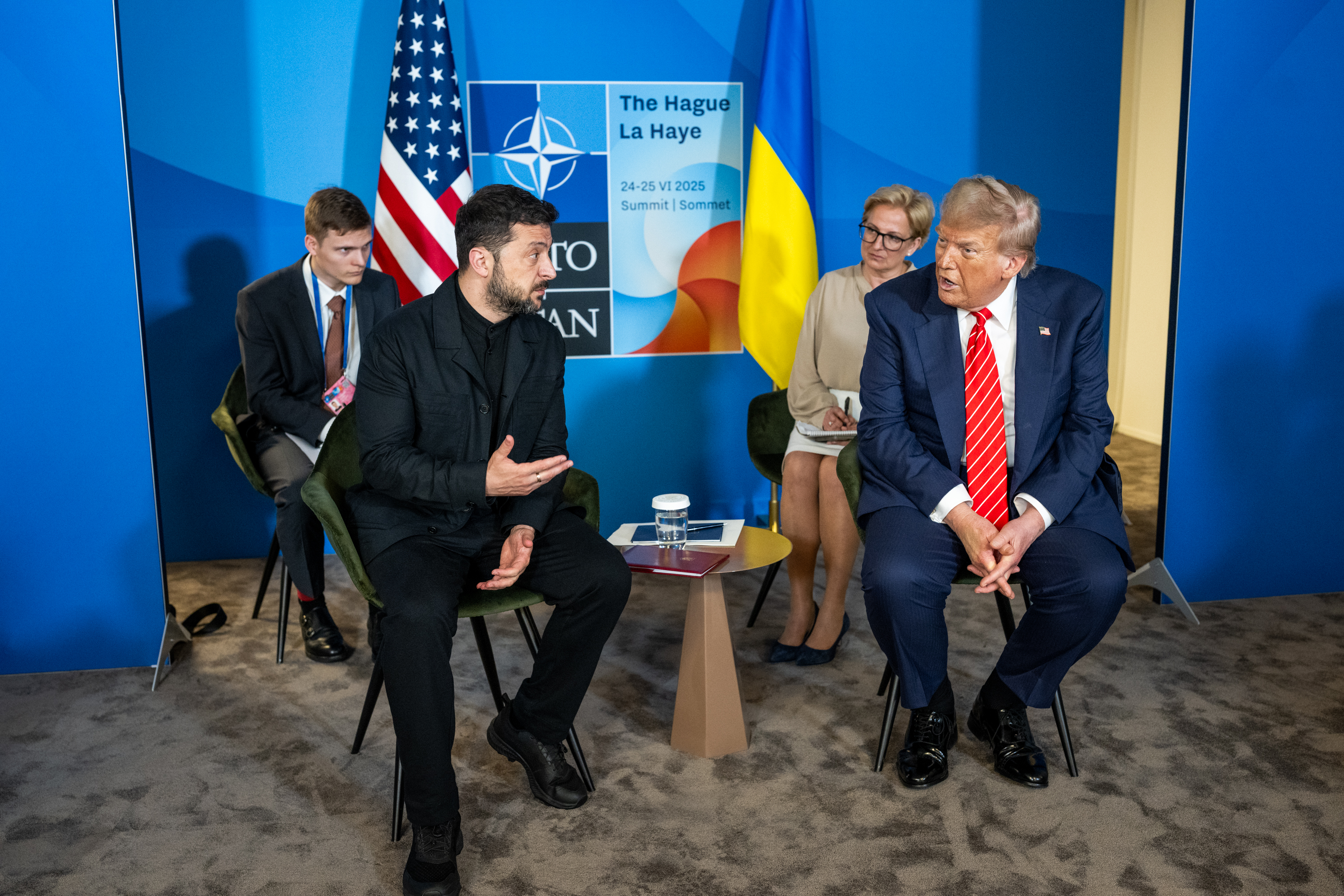
도널드 트럼프와 볼로디미르 젤렌스키 우크라이나 대통령

정상회의 이전에 미국 대통령 도널드 트럼프는 다른 회원국들의 투자 부족을 주로 겨냥하여 동맹을 여러 차례 비판했다. 이번 정상회의는 네덜란드 외교관들이 미국 대통령을 더 호의적인 시각으로 설득하기 위한 중요한 외교 행사로 간주되었다. 이는 "NATO 정상회의를 개최하는 것은 네덜란드가 국제 평화와 안보에 기여하는 방식을 보여줄 독특한 기회였다"라는 말로 포착되었다.
정상회의 전 만찬은 네덜란드 국왕 빌럼알렉산더르의 연설로 시작되었으며, 국왕은 트럼프를 개인 손님으로 하우스텐보스궁에서 밤을 보내도록 직접 초청했다. 이는 왕실이 아닌 외국 고위 인사에게 처음으로 발행된 초청이었다. 도널드 트럼프가 오라녜 여공 카타리나아말리아를 처음 만나는 따뜻한 환영 후, 국왕은 연설에서 러시아의 위협 증가를 언급하며 NATO 헌장 제3조에 특별히 주의를 기울여달라고 요청했다. 이는 모든 NATO 국가들이 지출을 5%로 늘리도록 설득하려는 미국과 네덜란드의 공동 접근 방식을 더욱 강조했다. 정상회의를 앞두고 도널드 트럼프는 마르크 뤼터 NATO 사무총장과 전 총리이자 네덜란드 최고의 외교관 간의 개인적인 통신을 트루스 소셜 계정에 비공개 메시지를 공유하며 전례 없이 상세하게 공개했다. 일부는 뤼터가 트럼프가 이를 공개할 가능성이 높다는 것을 알고 의도적으로 텍스트를 작성하여 트럼프의 소통 방식을 NATO에 유리하게 이용했을 수도 있다고 추측했다. 문화 간 전문가들과 외교관들은 뤼터가 트럼프의 노골적인 칭찬 선호에 적응했으며, 그러한 제스처가 네덜란드 기준으로는 과도해 보일지라도 계산된 도박이었고 성공적이었다는 데 대체로 동의했다.
정상회의 기간 동안 네덜란드와 미국 외교관들은 초기 스페인의 반대에도 불구하고 GDP의 5% 지출 목표에 대한 새로운 합의가 문제 없이 채택되도록 협력했다. 도널드 트럼프 대통령은 언론과의 회견에서 마르크 뤼터와의 긴밀한 관계를 언급하며 "나는 해야 할 일이라고 생각해서 이곳에 왔지만, 조금 다르게 떠난다. [..] 나는 이들 국가의 정상들이 일어나 그들이 자기 나라에 보여준 사랑과 열정이 믿을 수 없을 정도였다는 것을 보았다. 나는 그런 것을 본 적이 없다. 그들은 자기 나라를 보호하고 싶어 하며 미국이 필요하다. 미국 없이는 예전과 같지 않을 것이다. 마르크나 그곳에 있던 누구에게든 물어볼 수 있다. 정말 감동적이었다. 그들은 자기 나라를 사랑한다. 그들은 미국 대통령인 나를 매우 존중했다. [..] 미국 없이는 NATO를 가질 수 없었을 것이다. 작동하지 않았을 것이다. [..] 그리고 나는 다르게 떠났다. 나는 이 사람들이 자기 나라를 진정으로 사랑한다는 것을 깨달았다. 이것은 강탈이 아니며 우리는 그들이 자기 나라를 보호하도록 돕기 위해 여기에 있다. [..] 정말 훌륭했다."라고 말했다. 언론 매체들은 네덜란드의 전략을 '아첨'라고 언급했으며, 일부는 네덜란드의 접근 방식이 트럼프 대통령의 NATO에 대한 생각을 바꾸었다고 주장했다.
헤이그 NATO 정상회의에서 볼로디미르 젤렌스키 우크라이나 대통령과 회담 후, 트럼프는 러시아의 공격으로부터 키이우를 보호하기 위해 패트리어트 미사일 포대를 더 많이 우크라이나에 보낼 것을 고려 중이라고 말했다.

## 같이 보기
- NATO 정상회의
- 2024년 워싱턴 NATO 정상회의
- 네덜란드-미국 관계

## 내용주
1. ↑  6월 24일 공식 만찬에만 참석[6]